# لويزا تراجانو
لويزا تراجانو (من مواليد 9 أكتوبر 1948) رائدة أعمال ومليارديرة برازيلية. وهي رئيسة لمتاجر التجزئة لويزا ماغازين والشركات المرتبطة بها. في يوليو 2020 أشارت مجلة فوربس إلى أنها كانت أغنى امرأة في البرازيل. تراجانو عضو في المجلس الاستشاري لكل من اليونيسف في البرازيل وصندوق الأمم المتحدة للسكان في البرازيل، وذلك من بين كيانات أخرى تحمل عضويتها. في عام 2021، أدرجت مجلة تايم تراجانو كواحدة من أكثر 100 شخصية مؤثرة في العالم. هي نسوية. اعتبارًا من أبريل 2022 قدرت ثروتها الصافية بـ 1.4 مليار دولار أمريكي.

## الجوائز
تم انتخاب تراجانو شخصية العام 2020 من قبل غرفة التجارة الأمريكية البرازيلية.